# Anders Bjerrum
Anders Poulsen Bjerrum (12. marts 1903 i Gånsager, Vodder Sogn – 7. januar 1984 i Ordrup) var en dansk dialektolog og sproghistoriker, professor i dansk sprog ved Københavns Universitet 1964-1973. 
I 1930'erne startede han indsamlingen af materiale til det stort anlagte værk Sydslesvigs Stednavne, som blev påbegyndt udgivet i 1948 sammen med Peter Jørgensen og Kristian Hald. Samtidig foretog han optegnelser af Fjolde-dialekten nordøst for Husum, idet han havde lange samtaler med Catharina Carstensen, gamle Stinne, som var den sidste, der talte denne gamle sønderjyske dialekt i Bjerndrup / Bjerrup i Fjolde sogn (tysk: Viöl). 
Han var påvirket af Louis Hjelmslevs tanker om sprogstruktur og sprogbeskrivelse, da han skrev Fjoldemaalets Lydsystem (1944) om den uddøende sydslesvigske dialekt i Fjolde (Fjoldemål) nordøst for Husum. En Ordbog over Fjoldemålet 1-2 (i samarbejde med Marie Bjerrum) kom 1974. Bjerrum har leveret vigtige bidrag om tosprogethed og sprogskifte samt beskrivelser af ældre dansk lov- og diplomsprog. Ud fra det valgte teoretiske grundlag er Bjerrums analyser karakteriseret af logisk konsekvens i tankegang og af præcision og klarhed i udtryk. Udvalgte afhandlinger er offentliggjort i Linguistic Papers, 1973.
1971 blev han medlem af Videnskabernes Selskab.
Han er begravet på Vodder Kirkegård.

## Forfatterskab
- Anders Bjerrum: "Fra Fjolde sogn" (Sønderjysk Månedsskrift 1932-33)
- Anders Bjerrum: "Sydslesvigske personnavne" (Danske Studier 1934)
- Anders Bjerrum: "Gamle Tinne" (Sønderjysk Månedsskrift 1938-39)
- Anders Bjerrum: "Vort sprogs gamle sydgrænse" (Sønderjyske Årbøger 1944)
- Anders Bjerrum: Fjoldemålets lydsystem; Ejnar Munksgaard 1944
- Anders Bjerrum: "Fjoldemålet" (Sønderjyske Årbøger 1944)
- Anders Bjerrum: "Sprogskiftet i Milsted og Svavsted sogne" (Namn och Bygd 1962)

### På internettet
- Anders Bjerrum: "Midtslesvigske Stednavne" (Sydslesvig I. Hedeegnene mellem Angel og Frisland; Udgivet af Grænseforeningen ved Gunnar Knudsen og Knud Kretzschmer. Reitzels Forlag, København 1933; side 64-80)